# غوردون أ. فلوري
غوردون أ. فلوري هو سياسي أمريكي، ولد في 1916، وتوفي في 2 نوفمبر 1987. نشط حزبياً في الحزب الجمهوري الكاليفورني ‏.